# Clarence Powers Bill
Clarence Powers Bill (* 10. Juli 1875 in Cuyahoga Falls, Ohio; † 16. März 1966 in Cleveland, Ohio) war ein US-amerikanischer Klassischer Philologe. Er wirkte von 1898 bis 1946 an der Western Reserve University.

## Leben
Clarence Powers Bill, der Sohn von Herbert Weston Bill und Mary McIlwain Bill, studierte Klassische Philologie am Adelbert College der Western Reserve University, wo er 1894 den Bachelorgrad (B. A.) und 1895 den Mastergrad (M. A.) erlangte. Er setzte sein Studium an der Harvard University fort, wo er 1896 einen zweiten Mastergrad (A. M.) erlangte und 1898 zum Ph. D. promoviert wurde.
1898 kehrte Bill als Instructor in Classics an die Western Reserve University zurück, wo er seine gesamte weitere Laufbahn verbrachte. 1904 wurde er zum Associate Professor of Greek ernannt und 1905 zum Professor of Greek. 1907 heiratete er Sarah Amanda Babbitt, eine Lateinlehrerin an der East High School in Cleveland, die im Jahr 1906/1907 ein Forschungsstipendium für Athen erhalten hatte. Das Paar bekam einen Sohn und eine Tochter.
Im Jahr 1912/1913 war Bill Gastprofessor und Acting Director an der American School of Classical Studies at Athens. Von 1916 bis 1925 war er Schatzmeister der American Philological Association und gleichzeitig Herausgeber ihrer Zeitschrift, der Transactions and Proceedings of the American Philological Association. Für das Jahr 1927/1928 wurde er zum Präsidenten der American Philological Association gewählt. Ab 1928 wirkte er als Department Head an der Western Reserve University. 1946 trat er in den Ruhestand.
Neben seiner Tätigkeit an der Universität und für die American Philological Association kam Bill nur selten dazu, seine eigene Forschung zur Veröffentlichung zu bringen. Er beschäftigte sich mit Sport in der Antike, griechischer Topographie und Vasenmalerei.

## Schriften (Auswahl)
- De Graecorum theoris et theoriis. Dissertation, Harvard 1898. Im Auszug veröffentlicht unter dem Titel Notes on the Greek Θεωρός and Θεωρία. In: Transactions and Proceedings of the American Philological Association. Band 32 (1901), S. 196–204